# Miyabi Moriya
Miyabi Moriya (en japonés: 守屋都弥; Prefectura de Nara, Japón; 22 de agosto de 1999) es una futbolista japonesa. Juega de defensa y su equipo actual es el INAC Kobe Leonessa de la WE League. Es seleccionada absoluta por Japón desde 2023.

## Trayectoria
Moriya debutó en la WE League por el INAC Kobe Leonessa el 26 de septiembre de 2021.

## Selección nacional
A nivel juvenil, formó parte de la selección que obtuvo el tercer lugar en la Copa Mundial Sub-20 de 2016.
Fue citada a la Copa Mundial de 2023.

### Participaciones en copas del mundo
| Copa                 | Sede                    | Resultado    |
| -------------------- | ----------------------- | ------------ |
| Copa Mundial de 2023 | Australia Nueva Zelanda | Por disputar |

## Clubes
| Club               | País  | Año           |
| ------------------ | ----- | ------------- |
| INAC Kobe Leonessa | Japón | 2015-presente |